# Aphanius transgrediens
Aphanius transgrediens är en fiskart som först beskrevs av Ermin, 1946.  Aphanius transgrediens ingår i släktet Aphanius och familjen Cyprinodontidae. IUCN kategoriserar arten globalt som akut hotad. Inga underarter finns listade i Catalogue of Life.

## Bildgalleri